# Tony Richardson (Footballspieler)
Antonio „Tony“ Richardson (* 17. Dezember 1971 in Frankfurt am Main) ist ein ehemaliger US-amerikanischer American-Football-Spieler auf der Position des Fullbacks. Zuletzt spielte er bei den New York Jets in der National Football League (NFL).

## College
Nachdem Richardson die Daleville High School in der gleichnamigen Stadt Daleville besucht hatte, ging er auf die Auburn University. Dort spielte er von seinem ersten Jahr an in der Footballmannschaft, die den Namen Tigers trägt. Für die Tigers startete Richardson bereits in seiner ersten Saison in allen Spielen auf der Position des Runningbacks. Sein erstes Jahr verlief dabei relativ erfolgreich und er erreichte mit der Mannschaft den Peach Bowl. Diesen gewann er mit seiner Mannschaft nach einem 27:23-Sieg über die Indiana Hoosiers. Kurz darauf wurde ein Skandal publik, in den Auburns Trainerteam tief verwickelt war, da es beispielsweise illegale Zahlungen an Spieler getätigt haben soll. Pat Dye blieb dennoch weiterhin Cheftrainer der Tigers, die danach sichtlich schwächere Leistungen zeigten. Dies änderte sich nicht, ehe Trainer Dye durch Terry Bowden ersetzt wurde. Unter dessen Leitung schaffte es das Team um Richardson, alle regulären Saisonspiele zu gewinnen. Aber die Mannschaft erreichte, da sie auf Grund des Skandals zwei Jahre für die Postseason gesperrt war, kein Bowl-Endspiel. Nach Ende dieser Saison und insgesamt vier Jahren an der Universität verließ Richardson diese.

## Profikarriere

### Anfänge
Obwohl ihn beim NFL Draft kein Team auswählte, bekam er als Free Agent einen Vertrag bei den Dallas Cowboys. In der Saisonvorbereitung und auch während der Saison trainierte er mit der Mannschaft, doch wurde nie in den Pflichtspielen eingesetzt. Nach einer Weile stellte ihn die Cowboys dann frei. So war er zunächst vertragslos und unterschrieb erst zur neuen Saison bei den Kansas City Chiefs wieder einen Vertrag. Bei den City Chiefs folgte dann am 3. September 1995 sein NFL-Debüt im Spiel gegen die Seattle Seahawks. Danach folgten in den nächsten vier Jahren immer wieder Kurzeinsätze. In den Play-offs, die von den City Chiefs in diesem Zeitraum zwei Mal erreicht wurden, kam er nicht zu einem Einsatz. Letztendlich kam er unter Trainer Marty Schottenheimer nicht über die Rolle des Reservisten hinter Kimble Anders hinaus.

### Aufstieg zum Starter
Nach Ende der Saison 1998 legte Schottenheimer sein Amt nieder und wurde durch Gunther Cunningham ersetzt. Richardson avancierte unter dessen Leitung zum Starter und spielte in allen sechzehn Begegnungen von Beginn an. Dabei erzielte er durch seine 84 Laufversuche 387 Yards Raumgewinn. Am Ende der regulären Saison verpassten die City Chiefs dann den Einzug in die Play-offs knapp hinter Seattle. In der Saison 2000 schaffte es Richardson dann den Raumgewinn, den er durch seine Läufe erzielte nahezu zu verdoppeln und er spielte statistisch gesehen seine bis heute beste Saison. Doch das half den, von Verletzungen geplagten, City Chiefs nicht weiter und so landeten sie am Ende der Saison auf Platz drei. Somit gelang ihnen erneut nicht der Einzug in die Play-offs. Das war auch in der nächsten Saison der Fall, wobei Richardson immerhin mit sieben Touchdowns eine persönliche Bestmarke aufstellte. Im Jahre 2002 wurden die Chiefs dann sogar letzter in der AFC West und verpassten zum fünften Mal in Folge die Play-offs.

### Erster Einsatz in den Play-offs
Im folgenden Jahr wurden die City Chiefs dann erstmals seit der Saison 1997 wieder Sieger der AFC West. Richardson startete auf dem Weg in die Play-offs nur in 10 von 16 Spielen und konnte nicht an vergangene Leistungen anknüpfen. Dennoch wurde er zum Pro Bowl gewählt und kam dabei im Gegensatz zum Vorjahr sogar als Starter zu seinem Einsatz. Nach dem Pro Bowl fanden dann wie jedes die Play-offs in der NFL statt. Gegner der City Chiefs dort waren Indianapolis Colts. Vor heimischem Publikum gelang Richardson ein Mal das Fangen des Football, was den City Chiefs einen Raumgewinn von 10 Yards erbrachte. Ansonsten blieb er zumindest statistisch gesehen unauffällig. Nach 60 Minuten lag Kansas mit sieben Punkten zurück und schied somit gegen die Colts aus. In den beiden nächsten Spielzeiten konnten die City Chiefs dann wiederum nicht mehr die Play-offs erreichen. Richardson spielte dabei dennoch solide und wurde 2005 erneut zum Pro Bowl gewählt. Als Kansas Trainer Dick Vermeil den Verein nach der Saison 2005 verließ, wechselte auch Richardson, der Free Agent geworden war, den Verein.

### Zwei Jahre Minnesota
Von Missouri aus wechselte Richardson in Richtung Norden zu den Minnesota Vikings, bei denen er einen Zweijahresvertrag unterschrieb. In Minnesota teilte er sich zunächst den Posten als Starter auf der Position des Fullbacks mit Jeff Dugan. So spielte er in seiner ersten Saison in sieben Spielen von Beginn an. Dabei war er mehr zum Fangen von Pässen als zum Laufen vorgesehen. Insgesamt brachte er es nämlich nur auf fünf Laufversuche, wohingegen er durch seine dreizehn Passfänge einen Raumgewinn von 111 Yards erzielte. Am Ende der Saison schaffte er auch mit den Vikings nicht den Einzug in die Postseason. Daran änderte sich auch in der nächsten Spielzeit nicht. Aber Richardson wurde dafür immerhin zum bis heute letzten Mal zum Pro Bowl gewählt. Im Team der Vikings spielte er keine wichtige Rolle mehr, was vor allem daran lag, dass Trainer Brad Childress selten mit einem Fullback spielte. Nach Ende der Saison 2007 lief sein Vertrag bei den Vikings aus und wurde nicht erneuert, woraufhin er wiederholt zum Free Agent wurde.

### Wechsel zu den Jets und erste Play-off-Erfolge
Am 6. März 2008 wurde Richardson von den New York Jets unter Vertrag genommen. In New York startete Richardson auch wieder häufiger als zuvor bei den Vikings und lief mehr, als dass er Pässe fing. Daran änderte sich auch in den nächsten beiden Jahren nichts, nur legte er immer weniger Yards zurück. Richardson erreichte bis heute zwei Mal mit den Jets die Play-offs und scheiterte dort sowohl 2009 als auch 2010 im AFC Championship Game. Richardson wurde in den Play-offs aber nur 2009 eingesetzt. Am Ende der Saison 2010 erhielt er den Byron “Whizzer” White NFL Man of the Year Award, für den Spieler, der in den Augen der NFLPA das meiste Engagement auf und neben dem Platz zeigt.